# 马里亚诺·阿拉特
马里亚诺·阿拉特（西班牙語：Mariano Arrate，1892年8月12日—1963年12月24日），西班牙男子足球运动员，司职后卫。他曾代表西班牙国家队参加1920年夏季奥林匹克运动会足球比赛，获得一枚银牌。